# 第147飛行隊 (イスラエル空軍)
イスラエル空軍 第147飛行隊（147 Squadron） は、イスラエル航空宇宙軍の飛行隊である。
別名として、ゴアリング・ラム・スコードロン（The Goring Ram Squadron）、バッテリング・ラム・スコードロン（The Battering Ram Squadron）、あるいはフライング・アイベックス・スコードロン（The Flying Ibex Squadron）などと呼ばれる。
また、資料によっては本飛行隊を第141飛行隊と表現している。

## 歴史
イスラエル空軍は1953年1月に、空軍飛行学校のステアマンを緊急時に運用するための予備役の連絡/偵察飛行隊の編成作業を行った。この飛行隊は当初、第1000飛行隊と呼称されていたが、1955年1月から第147飛行隊に改称された。
1956年10月27日になると、第147飛行隊は第二次中東戦争（スエズ危機）に対応するため実際の召集が行われた。この時、飛行隊には25機のステアマンがあったがパイロットは12名であった。これらのパイロットは予備役兵や飛行学校の優秀な生徒といった人物からなっており、女性パイロットのリナ・レヴィンソンも含まれていた。
第147飛行隊は第二次中東戦争の期間中、空軍司令部近くのラムラを拠点に連絡、輸送、哨戒や偵察任務を行い計401ソーティーを実施した。第二次中東戦争終結後、第147飛行隊は活動停止し、運用機は元通り飛行学校の練習機となった。
1960年になると飛行学校の練習機としてフランス製のフーガ・マジステールが導入された。このため1961年11月には、第147飛行隊が緊急時に運用する機種もマジステールに更新された。
1967年5月になると、第147飛行隊は来たるべき第三次中東戦争に備えてハツェリム空軍基地で再度編成された。この時飛行隊には44機のマジステールと42名のパイロットがおり、当初は緒戦の航空奇襲攻撃（オペレーション・フォーカス（フォーカス作戦））に参加予定であったが、マジステールの武装搭載能力が限定的であることからこの任務からは外され、撹乱や近接航空支援の任務に変更された。
多くのイスラエル空軍機が奇襲攻撃に向かう中、第147飛行隊のマジステールの一部は通常通りの訓練飛行を行いながら通信を行い、エジプト軍に対し奇襲の兆候を隠蔽する活動を行った。また一部のマジステールはエジプト軍地上部隊に対し対地攻撃も行っている。第147飛行隊によるエジプト軍への最初の地上攻撃はエル＝アリーシュ近郊の2基のレーダーサイトに対するもので、この作戦で第147飛行隊の副飛行隊長であるアーノン・リヴナットが戦死した。
またこの時、イスラエル空軍のほとんどの攻撃機がフォーカス作戦に投入されていたため、地上軍の要請に応じた逐次の支援を行える攻撃機は第147飛行隊のマジステールのみであり、第147飛行隊は要請に応じシナイ半島北部のエジプト軍の砲兵部隊や輸送部隊に対する攻撃を実施した。
第147飛行隊はヨルダン川西岸地区方面での対ヨルダン軍との戦いにも参加しており、この方面だけで計104ソーティーを実施した。この後、第147飛行隊はゴラン高原方面で対シリア軍の作戦にも投入されたが、最初の攻撃の際にシリア軍の大規模な対空砲火により飛行隊長のベン・オーが戦死し、この地域でのマジステールの作戦投入は中止された。
第147飛行隊は第三次中東戦争中、戦車128台、43台の装甲車、292台の輸送トラック、2両の列車、47台の火砲、そして4基の対空砲を破壊していた。出撃は計419ソーティーを数え、計4,384発のロケット弾を発射した。一方、マジステールは低速で防御力も低かったため、ほとんどの機がなんらかのダメージを受けており、また飛行隊長・副飛行隊長を含めて6名を失っていた。戦後、第147飛行隊は再度活動停止し、修理されたマジステールも飛行学校の練習機に戻された。
1976年8月6日、第147飛行隊はA-4スカイホークを運用する8番目の攻撃飛行隊としてハツェリム空軍基地で再編成された。運用機はA-4E、A-4H、TA-4Fの混成で、パイロットは当初予備役兵で構成される予定であったが数的に不十分であることが判明し、こちらも現役や予備役兵の混成部隊となっていた。1978年にはA-4N、TA-4Hの追加配備も行われた。
第147飛行隊がA-4を実戦投入した最初の作戦は1979年4月24日に行われたもので、レバノン南部のティルスでPLOの砲撃拠点を攻撃する作戦であった。この後、レバノン南部での戦闘激化に伴い、第147飛行隊もレバノン南部での作戦に度々投入されている。
1981年になると第147飛行隊は予備役部隊となった。1986年に第147飛行隊は活動停止し、運用していたA-4は第102飛行隊に移管された。その後、第147飛行隊は2005年に完全に解散となった。